# 賊軍
賊軍，是官軍對立用語。日本歷史上用於與朝廷對立一方軍隊的否定字眼。與朝敵同一意思。
在日本，賊軍一字多用於幕末。

## 賊軍、官軍的歷史
- 平治元年（1159年）-永暦元年（1160年），平治之亂，源賴朝，源義經，源義朝被定性賊軍
- 文治元年（1185年），平家滅亡，平氏一族成為賊軍
- 源義仲被定性賊軍
- 承久3年，後鳥羽上皇討幕宣布鎌倉幕府為賊軍
- 後醍醐天皇愤足利尊氏專横，稱其為賊軍
- 幕末長州藩與会津藩官軍賊軍地位之争

## 幕末賊軍
幕末幕府軍主力会津藩・奥羽越列藩同盟成为討幕軍眼中的賊軍。

## 明治的「賊軍」
明治時代的賊軍是以西鄉隆盛為首的薩摩藩(因反政府西南戰爭)，明治初期工農民一揆也被稱賊軍。

## 諺語
- 勝てば官軍　負ければ賊軍(勝者官軍敗者賊軍)

意思是正義在勝利者一方